# Manuel Garcia-Rulfo
Manuel García-Rulfo (ur. 25 lutego 1981 w Guadalajarze) – meksykański aktor filmowy i telewizyjny.

## Filmografia

### Filmy
- 2016: Siedmiu wspaniałych (The Magnificent Seven) jako Vasquez
- 2017: Morderstwo w Orient Expressie (Murder on the Orient Express) jako Biniamino Marquez
- 2018: Sicario 2: Soldado jako Gallo
- 2018: Wdowy (Widows) jako Carlos Perelli
- 2019: 6 Underground jako Javier / Three
- 2020: Misja Greyhound jako Lopez
- 2021: Sweet Girl jako Amos Santos
- 2022: Mężczyzna imieniem Otto (A Man Called Otto) jako Tommy

### Seriale
- 2013: Touch jako ks. Esteban
- 2014–2015: Od zmierzchu do świtu (From Dusk till Dawn: The Series) jako Narciso Menendez
- 2018: Goliath jako Gabriel Ortega
- 2022: Prawnik z lincolna jako Mickey Haller